# 壮体独趾鼬鳚
壮体独趾鼬鳚（学名：Oligopus robustus）为胎鼬鳚科独趾鼬鳚属的鱼类，俗名短体鼬。分布于菲律宾南部宿务岛及莱特岛间、和日本高知冲等处以及海南岛东部水深约210米等，属于北太平洋西北部热带及亚热带约水深210-345.7米海域底层鱼类。该物种的模式产地在Cebu和Leyte之间。